# Capiz

Provinsens läge i Filippinerna

Capiz (filipino: Kapis) är en provins i Filippinerna. Den är belägen i regionen Västra Visayas och har 732 400 invånare (2006) på en yta av 2 633 km². Administrativ huvudort är Roxas City.
Provinsen är indelad i 16 kommuner och 1 stad.